# Thalassobathia
Thalassobathia is een geslacht van straalvinnige vissen uit de familie van naaldvissen (Bythitidae).

## Soorten
- Thalassobathia nelsoni Lee, 1974
- Thalassobathia pelagica Cohen, 1963